# Grand Prix Brazílie 2018
Grand Prix Brazílie 2018 (oficiálně Formula 1 Grande Prêmio Heineken do Brasil 2018) se jela na okruhu Autódromo José Carlos Pace v São Paulo v Brazílii dne 11. listopadu 2018. Závod byl dvacátým v pořadí v sezóně 2018 šampionátu Formule 1.

## Kvalifikace
| Poř.                       | No. | Jezdec            | Konstruktér               | Časy v kvalifikaci | Časy v kvalifikaci | Časy v kvalifikaci | Pořadí na startu |
| Poř.                       | No. | Jezdec            | Konstruktér               | Q1                 | Q2                 | Q3                 | Pořadí na startu |
| -------------------------- | --- | ----------------- | ------------------------- | ------------------ | ------------------ | ------------------ | ---------------- |
| 1                          | 44  | Lewis Hamilton    | Mercedes                  | 1:08.464           | 1:07.795           | 1:07.281           | 1                |
| 2                          | 5   | Sebastian Vettel  | Ferrari                   | 1:08.452           | 1:07.776           | 1:07.374           | 2                |
| 3                          | 77  | Valtteri Bottas   | Mercedes                  | 1:08.492           | 1:07.727           | 1:07.441           | 3                |
| 4                          | 7   | Kimi Räikkönen    | Ferrari                   | 1:08.452           | 1:08.028           | 1:07.456           | 4                |
| 5                          | 33  | Max Verstappen    | Red Bull Racing-TAG Heuer | 1:08.205           | 1:08.017           | 1:07.778           | 5                |
| 6                          | 3   | Daniel Ricciardo  | Red Bull Racing-TAG Heuer | 1:08.544           | 1:08.055           | 1:07.780           | 11               |
| 7                          | 9   | Marcus Ericsson   | Sauber-Ferrari            | 1:08.754           | 1:08.579           | 1:08.296           | 6                |
| 8                          | 16  | Charles Leclerc   | Sauber-Ferrari            | 1:08.667           | 1:08.335           | 1:08.492           | 7                |
| 9                          | 8   | Romain Grosjean   | Haas-Ferrari              | 1:08.735           | 1:08.239           | 1:08.517           | 8                |
| 10                         | 10  | Pierre Gasly      | Scuderia Toro Rosso-Honda | 1:09.046           | 1:08.616           | 1:09.029           | 9                |
| 11                         | 20  | Kevin Magnussen   | Haas-Ferrari              | 1:08.474           | 1:08.659           |                    | 10               |
| 12                         | 11  | Sergio Pérez      | Force India-Mercedes      | 1:09.217           | 1:08.741           |                    | 12               |
| 13                         | 31  | Esteban Ocon      | Force India-Mercedes      | 1:09.264           | 1:08.770           |                    | 18               |
| 14                         | 27  | Nico Hülkenberg   | Renault                   | 1:09.009           | 1:08.834           |                    | 13               |
| 15                         | 35  | Sergej Sirotkin   | Williams-Mercedes         | 1:09.259           | 1:10.381           |                    | 14               |
| 16                         | 55  | Carlos Sainz Jr.  | Renault                   | 1:09.269           |                    |                    | 15               |
| 17                         | 28  | Brendon Hartley   | Scuderia Toro Rosso-Honda | 1:09.280           |                    |                    | 16               |
| 18                         | 14  | Fernando Alonso   | McLaren-Renault           | 1:09.402           |                    |                    | 17               |
| 19                         | 18  | Lance Stroll      | Williams-Mercedes         | 1:09.441           |                    |                    | 19               |
| 20                         | 2   | Stoffel Vandoorne | McLaren-Renault           | 1:09.601           |                    |                    | 20               |
| 107% času vítěze: 1:12.979 |     |                   |                           |                    |                    |                    |                  |
| Zdroj:                     |     |                   |                           |                    |                    |                    |                  |

Poznámky
1. ↑  Daniel Ricciardo obdržel trest posunu o 5 míst vzad kvůli neplánované výměně turba.
2. ↑  Esteban Ocon obdržel trest posunu o 5 míst vzad kvůli neplánované výměně převodovky.

## Závod
| Poř.   | No. | Jezdec            | Konstruktér               | Počet kol | Čas/Odstoupení      | Pořadí na startu | Body |
| ------ | --- | ----------------- | ------------------------- | --------- | ------------------- | ---------------- | ---- |
| 1      | 44  | Lewis Hamilton    | Mercedes                  | 71        | 1:27:09.066         | 1                | 25   |
| 2      | 33  | Max Verstappen    | Red Bull Racing-TAG Heuer | 71        | +1.469              | 5                | 18   |
| 3      | 7   | Kimi Räikkönen    | Ferrari                   | 71        | +4.764              | 4                | 15   |
| 4      | 3   | Daniel Ricciardo  | Red Bull Racing-TAG Heuer | 71        | +5.193              | 11               | 12   |
| 5      | 77  | Valtteri Bottas   | Mercedes                  | 71        | +22.943             | 3                | 10   |
| 6      | 5   | Sebastian Vettel  | Ferrari                   | 71        | +26.997             | 2                | 8    |
| 7      | 16  | Charles Leclerc   | Sauber-Ferrari            | 71        | +44.199             | 7                | 6    |
| 8      | 8   | Romain Grosjean   | Haas-Ferrari              | 71        | +51.230             | 8                | 4    |
| 9      | 20  | Kevin Magnussen   | Haas-Ferrari              | 71        | +52.857             | 10               | 2    |
| 10     | 11  | Sergio Pérez      | Force India-Mercedes      | 70        | +1 kolo             | 12               | 1    |
| 11     | 28  | Brendon Hartley   | Scuderia Toro Rosso-Honda | 70        | +1 kolo             | 16               |      |
| 12     | 55  | Carlos Sainz Jr.  | Renault                   | 70        | +1 kolo             | 15               |      |
| 13     | 10  | Pierre Gasly      | Scuderia Toro Rosso-Honda | 70        | +1 kolo             | 9                |      |
| 14     | 31  | Esteban Ocon      | Force India-Mercedes      | 70        | +1 kolo             | 18               |      |
| 15     | 2   | Stoffel Vandoorne | McLaren-Renault           | 70        | +1 kolo             | 20               |      |
| 16     | 35  | Sergej Sirotkin   | Williams-Mercedes         | 69        | +2 kola             | 14               |      |
| 17     | 14  | Fernando Alonso   | McLaren-Renault           | 69        | +2 kola             | 17               |      |
| 18     | 18  | Lance Stroll      | Williams-Mercedes         | 69        | +2 kola             | 19               |      |
| Ret    | 27  | Nico Hülkenberg   | Renault                   | 32        | Přehřátí            | 13               |      |
| Ret    | 9   | Marcus Ericsson   | Sauber-Ferrari            | 20        | Poškození po kolizi | 6                |      |
| Zdroj: |     |                   |                           |           |                     |                  |      |

Poznámky
1. 1 2  Stoffel Vandoorne a Fernando Alonso obdrželi penalizaci 5 sekund za ignorování modrých vlajek.

## Průběžné pořadí po závodě
Pohár jezdců
|  | Pořadí | Jezdec           | Body |
|  | ------ | ---------------- | ---- |
|  | 1      | Lewis Hamilton   | 383  |
|  | 2      | Sebastian Vettel | 302  |
|  | 3      | Kimi Räikkönen   | 251  |
|  | 4      | Valtteri Bottas  | 237  |
|  | 5      | Max Verstappen   | 234  |

Pohár konstruktérů
|  | Pořadí | Konstruktér               | Body |
|  | ------ | ------------------------- | ---- |
|  | 1      | Mercedes                  | 620  |
|  | 2      | Ferrari                   | 553  |
|  | 3      | Red Bull Racing-TAG Heuer | 382  |
|  | 4      | Renault                   | 114  |
|  | 5      | Haas-Ferrari              | 90   |